# ПТРС
Противотанковое самозарядное ружьё обр. 1941 г. системы Симонова (ПТРС, индекс ГРАУ — 56-В-562) — советское самозарядное 14,5 мм противотанковое ружьё, принятое на вооружение РККА 29 августа 1941 года.
ПТРС предназначалось для борьбы со средними и лёгкими танками и бронемашинами на дистанциях до 500 метров. Также ружья применялись для ведения огня по ДОТ-ам/ДЗОТ-ам и огневым точкам, прикрытым броней, с дистанций до 800 метров, и по самолётам с дистанций до 500 метров. Во время войны экземпляры ПТРС были захвачены противником и использовались впоследствии войсками нацистской Германии и их союзниками. Такие трофейные ружья получили в вермахте наименование Panzerbüchse 784 (r) или сокращённо PzB 784 (r).

## История
Производство ПТРС было начато в ноябре 1941 года, первые выпущенные ружья были переданы в войска для испытаний. В ноябре 1941 года ПТРС впервые применили в боях на московском направлении стрелки батальона Р. Габараева 437-го стрелкового полка 154-й стрелковой дивизии РККА.
Всего в 1941 году успели выпустить только 77 ружей. В дальнейшем производство ПТРС было увеличено. 1 июля 1942 года производство ПТР с завода № 74 было передано на вновь образованный завод № 622. На заводе № 614 производство было закончено в июне 1944 года, на № 622 — в декабре.
| Производитель   | декабрь 1941 | 1942   | 1943   | 1944   | Всего   |
| --------------- | ------------ | ------ | ------ | ------ | ------- |
| № 74 (Ижевск)   | 2            | 14 222 |        |        | 14 224  |
| № 614 (Саратов) | 75           | 35 227 | 38 346 | 13 539 | 87 187  |
| № 622 (Ижевск)  |              | 15 194 | 42 521 | 19 436 | 77 151  |
| Всего           | 77           | 64 643 | 80 867 | 32 975 | 178 562 |

*Указаны данные заводов. В общей сложности, вместе с ПТРД, военной приемкой не было принято около 1950 ружей.
Из 248782 ПТРД и ПТРС, принятых в 1942 году, за первое полугодие сдали 114370.
Кроме того в Ижевске изготовили 3 026 учебных ПТРС.

## Описание
Автоматика ПТРС работает по принципу отвода части пороховых газов из ствола. Имеется газовый регулятор на три положения для дозирования отводимых на поршень газов в зависимости от условий эксплуатации. Запирание осуществляется перекосом остова затвора в вертикальной плоскости. Ударно-спусковой механизм обеспечивает огонь только одиночными выстрелами. По израсходовании патронов затвор останавливается в открытом положении. Предохранитель флажковый.
Ствол имеет восемь правых нарезов и снабжен дульным тормозом. На затыльнике приклада установлен амортизатор (подушка).
Магазин несъёмный, с откидной нижней крышкой и рычажным подавателем. Снаряжение магазина производилось снизу пятипатронной металлической обоймой (пачечное заряжание), патроны расположены в шахматном порядке. Ружьё комплектовалось шестью обоймами.
Прицел открытый, секторного типа, предназначен для ведения огня на дистанциях от 100 до 1500 м.
ПТРС тяжелее и конструктивно сложнее, чем ПТРД, но скорострельнее на 5 выстрелов в минуту. ПТРС обслуживал расчёт из двух человек. В бою ружьё мог переносить один номер расчёта или оба вместе (рукоятки для переноски крепились на стволе и прикладе). В походном положении ружьё разбиралось на две части — ствол с сошкой и ствольная коробка с прикладом — и переносилось двумя номерами расчёта.

## Патроны

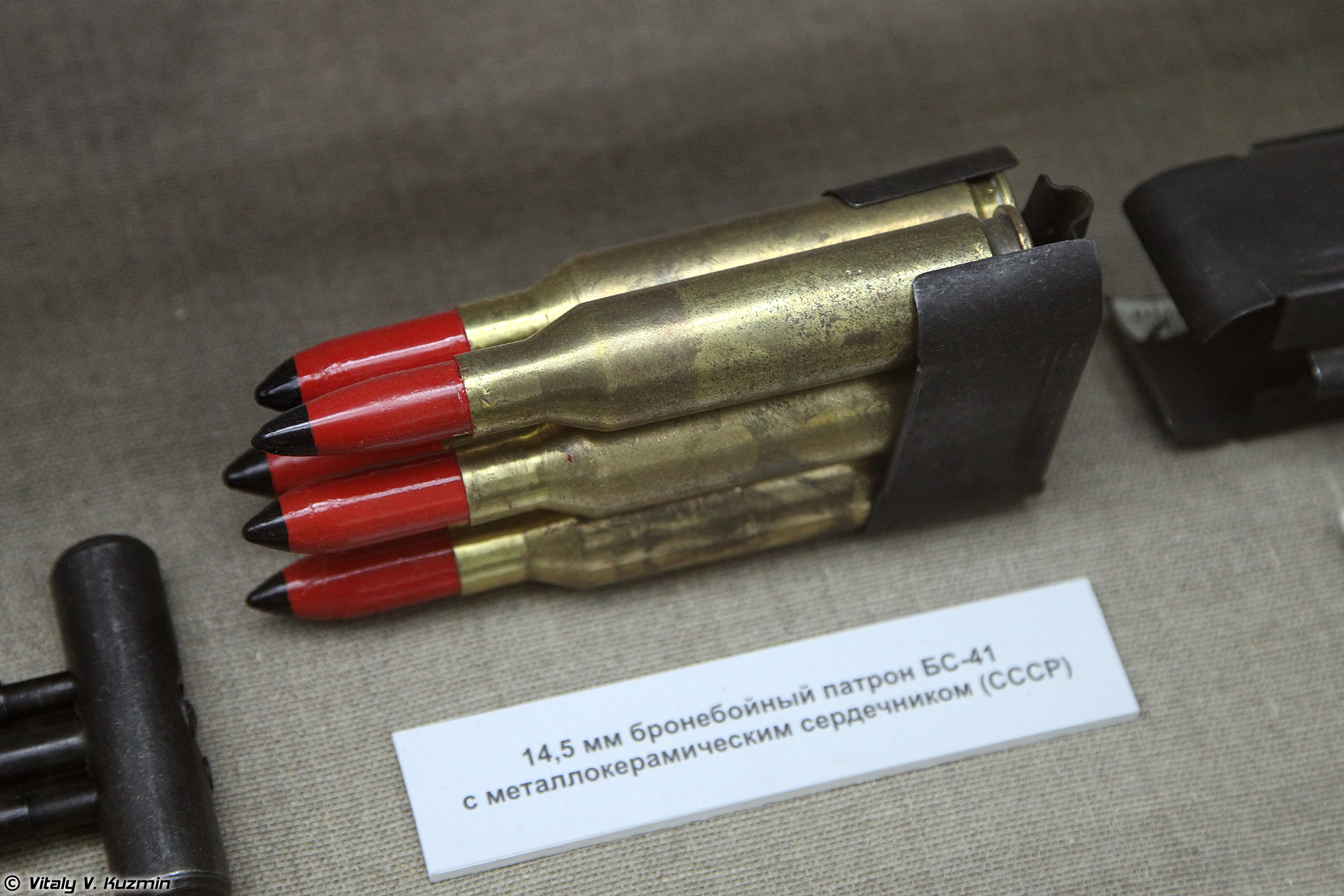
Патроны БС-41 снаряжены в пачку для ПТРС

Для стрельбы из ПТРС предназначены 14,5-мм патроны следующих образцов:
- с пулей Б-32 (бронебойно-зажигательная со стальным закалённым сердечником);
- с пулей БС-41 (бронебойно-зажигательная пуля с металлокерамическим сердечником (карбид вольфрама).

Бронебойно-зажигательная пуля при попадании в уязвимое место способна вывести из строя или зажечь любой танк (бронемашину) противника.

## Характеристики
Прицельная дальность стрельбы из самозарядного ружья — 1 500 метров, а скорострельность 15 выстрелов в минуту. Лучшие результаты стрельбы достигаются на дальности 300—400 метров и ближе. Вес ПТРС — 20,3 килограмма.
Бронепробиваемость:
- на 100 метров под углом 90° — 30 — 40 мм,
- на 300 метров под углом 60° — 90° — 27,5 мм[5].

Требования нормального боя для ПТРС:
- три или четыре пробоины из четырёх вмещаются в круг диаметром 22 см;
- средняя точка попадания отклоняется от контрольной точки не более чем на 7 см по вертикали и не более чем на 5 см по горизонтали.

Проверка боя осуществляется стрельбой на дальности 100 м, положение — лёжа с сошек, патроны с пулей Б-32.
Показатели рассеивания пуль при стрельбе из приведённого к нормальному бою ПТРС:
| Дальность стрельбы, м | Сердцевинные полосы по высоте, см | Сердцевинные полосы по ширине, см |
| 100                   | 21                                | 18                                |
| 200                   | 42                                | 36                                |
| 300                   | 63                                | 55                                |
| 400                   | 84                                | 73                                |
| 500                   | 105                               | 92                                |

Где сердцевинная полоса — полоса рассеивания, содержащая в себе 70 % попаданий.

## Отражение в культуре и искусстве

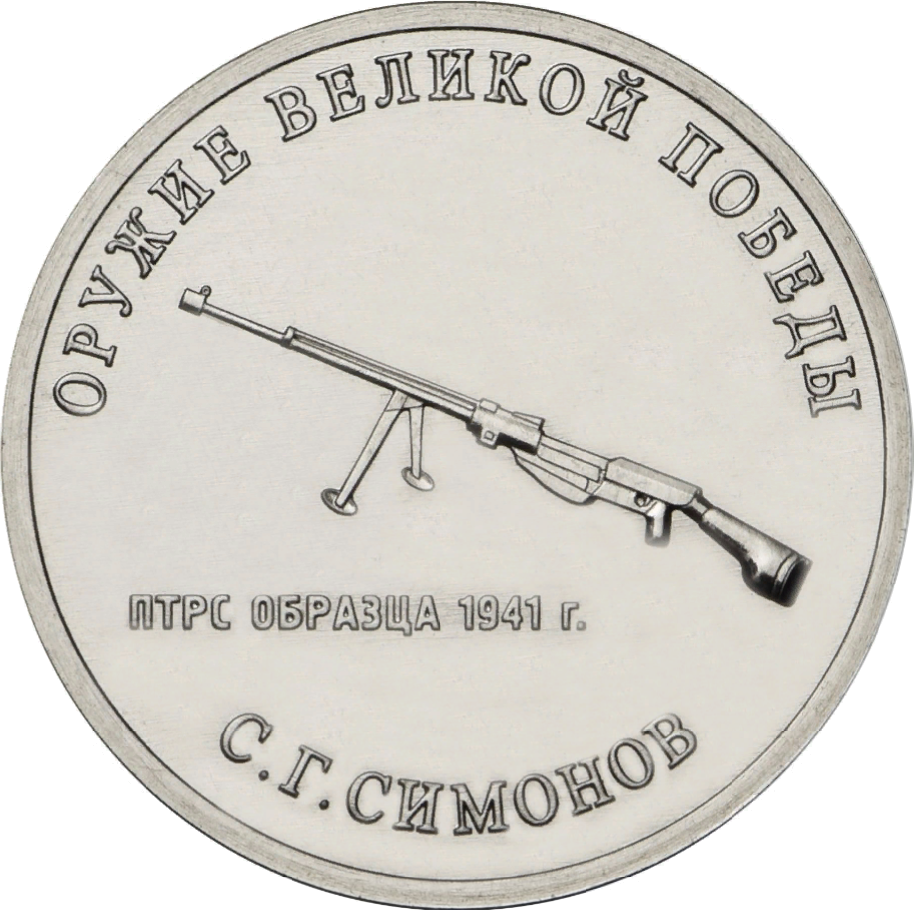
Монета Банка России серии «Оружие Великой Победы (конструкторы оружия)», 25 рублей, 2019 г., С. Г. Симонов, противотанковое ружьё Симонова

Упоминания о ПТРС и его применении есть во многих произведениях: в том числе, в литературно-художественных произведениях, кинофильмах, аниме и компьютерных играх.